# Сиудад Ваљес (Сиудад Ваљес, Сан Луис Потоси)
Сиудад Ваљес (шп. Ciudad Valles) насеље је у Мексику у савезној држави Сан Луис Потоси у општини Сиудад Ваљес. Насеље се налази на надморској висини од 80 м.

## Становништво
Према подацима из 2010. године у насељу је живело 124644 становника.

### Хронологија
| Година       | 2000                   | 2005                   | 2010                   |
| ------------ | ---------------------- | ---------------------- | ---------------------- |
| Становништво | 105721 (50211 / 55510) | 116261 (55208 / 61053) | 124644 (59469 / 65175) |

### Попис
| \| \| м \| \| \| ж \| \| 0—2 \| 3.015 \| \| \| 2.922 \| \| 3—5 \| 3.385 \| \| \| 3.307 \| \| 6—11 \| 6.809 \| \| \| 6.558 \| \| 12—14 \| 3.273 \| \| \| 3.257 \| \| 15—17 \| 3.582 \| \| \| 3.457 \| \| 18—24 \| 7.199 \| \| \| 7.844 \| \| 60+ \| 5.379 \| \| \| 6.216 \| \| Просек : \| 29,8 \| \| \| 31,2 \| |       |  |  |       |
| |       |  |  |       |
| | м     |  |  | ж     |
| 0—2 | 3.015 |  |  | 2.922 |
| 3—5 | 3.385 |  |  | 3.307 |
| 6—11 | 6.809 |  |  | 6.558 |
| 12—14 | 3.273 |  |  | 3.257 |
| 15—17 | 3.582 |  |  | 3.457 |
| 18—24 | 7.199 |  |  | 7.844 |
| 60+ | 5.379 |  |  | 6.216 |
| Просек : | 29,8  |  |  | 31,2  |

| #   | Индикатор                                                                                        | Вредност |
| --- | ------------------------------------------------------------------------------------------------ | -------- |
| 1   | Становништво од 0 до 2 године                                                                    | 5937     |
| 2   | Мушко становништво од 0 до 2 године                                                              | 3015     |
| 3   | Женско становништво од 0 до 2 године                                                             | 2922     |
| 4   | Становништво са 3 и више година                                                                  | 114021   |
| 5   | Мушко становништво са 3 и више година                                                            | 54116    |
| 6   | Женско становништво са 3 и више година                                                           | 59905    |
| 7   | Становништво са 5 и више година                                                                  | 109642   |
| 8   | Мушко становништво са 5 и више година                                                            | 51903    |
| 9   | Женско становништво са 5 и више година                                                           | 57739    |
| 10  | Становништво са 12 и више година                                                                 | 93962    |
| 11  | Мушко становништво са 12 и више година                                                           | 43922    |
| 12  | Женско становништво са 12 и више година                                                          | 50040    |
| 13  | Становништво са 15 и више година                                                                 | 87432    |
| 14  | Мушко становништво са 15 и више година                                                           | 40649    |
| 15  | Женско становништво са 15 и више година                                                          | 46783    |
| 16  | Становништво са 18 и више година                                                                 | 80393    |
| 17  | Мушко становништво са 18 и више година                                                           | 37067    |
| 18  | Женско становништво са 18 и више година                                                          | 43326    |
| 19  | Становништво од 3 до 5 година                                                                    | 6692     |
| 20  | Мушко становништво од 3 до 5 година                                                              | 3385     |
| 21  | Женско становништво од 3 до 5 година                                                             | 3307     |
| 22  | Становништво од 6 до 11 година                                                                   | 13367    |
| 23  | Мушко становништво од 6 до 11 година                                                             | 6809     |
| 24  | Женско становништво од 6 до 11 година                                                            | 6558     |
| 25  | Становништво од 8 до 14 година                                                                   | 15489    |
| 26  | Мушко становништво од 8 до 14 година                                                             | 7826     |
| 27  | Женско становништво од 8 до 14 година                                                            | 7663     |
| 28  | Становништво од 12 до 14 година                                                                  | 6530     |
| 29  | Мушко становништво од 12 до 14 година                                                            | 3273     |
| 30  | Женско становништво од 12 до 14 година                                                           | 3257     |
| 31  | Становништво од 15 до 17 година                                                                  | 7039     |
| 32  | Мушко становништво од 15 до 17 година                                                            | 3582     |
| 33  | Женско становништво од 15 до 17 година                                                           | 3457     |
| 34  | Становништво од 18 до 24 године                                                                  | 15043    |
| 35  | Мушко становништво од 18 до 24 године                                                            | 7199     |
| 36  | Женско становништво од 18 до 24 године                                                           | 7844     |
| 37  | Женско становништво од 15 до 49 година                                                           | 34661    |
| 38  | Становништво са 60 и више година                                                                 | 11595    |
| 39  | Мушко становништво са 60 и више година                                                           | 5379     |
| 40  | Женско становништво са 60 и више година                                                          | 6216     |
| 41  | Однос између мушкараца и жена                                                                    | 91.25    |
| 42  | Становништво од нуле до 14 година                                                                | 32526    |
| 43  | Становништво од 15 до 64 године                                                                  | 79548    |
| 44  | Становништво од 65 година и више                                                                 | 7884     |
| 45  | Просечан број деце                                                                               | 2.11     |
| 46  | Становништво рођено у ентитету                                                                   | 103959   |
| 47  | Мушко становништво рођено у ентитету                                                             | 49312    |
| 48  | Женско становништво рођено у ентитету                                                            | 54647    |
| 49  | Становништво рођено у другом ентитету                                                            | 15373    |
| 50  | Мушко становништво рођено у другом ентитету                                                      | 7484     |
| 51  | Женско становништво рођено у другом ентитету                                                     | 7889     |
| 52  | Становништво од 5 година и више резидентно у ентитету у јуну 2005. године                        | 104799   |
| 53  | Мушко становништво старосног доба од 5 година и више, резидентно у ентитету у јуну 2005. године  | 49275    |
| 54  | Женско становништво старосног доба од 5 и више година, резидентно у ентитету у јуну 2005. године | 55524    |
| 55  | Становништво од 5 година и више које је живело у другом ентитету у јуну 2005. године             | 3628     |
| 56  | Мушко становништво старије од 5 година које је живело у другом ентитету у јуну 2005. године      | 1868     |
| 57  | Женско становништво старије од 5 година које је живело у другом ентитету у јуну 2005. године     | 1760     |
| 58  | Становништво од 3 године и више које говори аутохтони језик                                      | 3219     |
| 59  | Мушко становништво старо 3 године и више које говори аутохтони језик                             | 1435     |
| 60  | Женско становништво старо 3 године и више које говори аутохтони језик                            | 1784     |
| 61  | Становништво од 3 године и више које говори аутохтони језик и не говори шпански језик            | 8        |
| 62  | Мушко становништво старо 3 године и више које говори аутохтони језик и не говори шпански         | 2        |
| 63  | Женско становништво старо 3 године и више које говори аутохтони језик и не говори шпански језик  | 6        |
| 64  | Становништво старо 3 године и више које говори аутохтони језик и шпански                         | 2891     |
| 65  | Мушко становништво старо 3 године и више које говори аутохтони језик и шпански                   | 1287     |
| 66  | Женско становништво старо 3 године и више које говори аутохтони језик и шпански                  | 1604     |
| 67  | Становништво од 5 година и више које говори аутохтони језик                                      | 3200     |
| 68  | Становништво од 5 година и више које говори аутохтони језик и не говори шпански језик            | 8        |
| 69  | Становништво од 5 година и више које говори аутохтони језик и говори шпански језик               | 2882     |
| 70  | Становништво у домородачким домаћинствима                                                        | 7994     |
| 71  | Становништво са ограничењима у активностима                                                      | 4545     |
| 72  | Становништво са ограниченим ходањем или кретањем, горе или доле                                  | 2486     |
| 73  | Становници са ограничењима вида, чак и уз кориштење сочива                                       | 1248     |
| 74  | Становништво са ограничењима говора, комуникације или конверзације                               | 532      |
| 75  | Становништво са ограниченим слухом                                                               | 564      |
| 76  | Становништво са ограничењима при одевању, купању или јелу                                        | 336      |
| 77  | Становништво са ограничењима у опажању или учењу једноставних ствари                             | 328      |
| 78  | Становништво са менталним ограничењима                                                           | 537      |
| 79  | Становништво без ограничења активности                                                           | 114793   |
| 80  | Становништво од 3 до 5 година које не похађа школу                                               | 2378     |
| 81  | Мушко становништво од 3 до 5 година које не похађа школу                                         | 1218     |
| 82  | Женско становништво од 3 до 5 година које не похађа школу                                        | 1160     |
| 83  | Становништво од 6 до 11 година које не похађа школу                                              | 273      |
| 84  | Мушко становништво од 6 до 11 година које не похађа школу                                        | 145      |
| 85  | Женско становништво од 6 до 11 година које не похађа школу                                       | 128      |
| 86  | Становништво од 12 до 14 година које не похађа школу                                             | 278      |
| 87  | Мушко становништво од 12 до 14 година које не похађа школу                                       | 163      |
| 88  | Женско становништво од 12 до 14 година које не похађа школу                                      | 115      |
| 89  | Становништво од 15 до 17 година похађа школу                                                     | 5580     |
| 90  | Мушко становништво од 15 до 17 година похађа школу                                               | 2748     |
| 91  | Женско становништво између 15 и 17 година живота у школи                                         | 2832     |
| 92  | Становништво од 18 до 24 године похађа школу                                                     | 4963     |
| 93  | Мушко становништво од 18 до 24 године похађа школу                                               | 2400     |
| 94  | Женско становништво од 18 до 24 године похађа школу                                              | 2563     |
| 95  | Становништво од 8 до 14 година које не може да чита и пише                                       | 199      |
| 96  | Мушко становништво старосног доба од 8 до 14 година које не може да чита и пише                  | 110      |
| 97  | Женско становништво старосног доби од 8 до 14 година које не може да чита и пише                 | 89       |
| 98  | Становништво од 15 година и више које је неписмено                                               | 3691     |
| 99  | Мушко становништво од 15 година и више које је неписмено                                         | 1322     |
| 100 | Женско становништво од 15 година и више које је неписмено                                        | 2369     |
| 101 | Становништво старо 15 и више година без школовања                                                | 4813     |
| 102 | Мушко становништво старо 15 и више година без школовања                                          | 1903     |
| 103 | Женско становништво старо 15 и више година без школовања                                         | 2910     |
| 104 | Становништво старосног доба 15 и више година са непотпуним основним образовањем                  | 8120     |
| 105 | Мушко становништво старосног доба од 15 година и више са непотпуном основним образовањем         | 3613     |
| 106 | Женско становништво старосног доба 15 и више година са непотпуном основним образовањем           | 4507     |
| 107 | Становништво старо 15 и више година са комплетним основним образовањем                           | 10088    |
| 108 | Мушко становништво старо 15 година и више са комплетним основним образовањем                     | 4582     |
| 109 | Женско становништво старо 15 и више година са комплетним основним образовањем                    | 5506     |
| 110 | Становништво старосног доба 15 и више година са непотпуним средњим образовањем                   | 3679     |
| 111 | Мушко становништво старосног доба од 15 година и више са непотпуним средњим образовањем          | 2008     |
| 112 | Женско становништво старосног доба од 15 година и више са непотпуним средњим образовањем         | 1671     |
| 113 | Становништво старо 15 и више година са пуним секундарном образовањем                             | 19467    |
| 114 | Мушко становништво старосног доба од 15 година и више са пуним секундарном образовањем           | 9505     |
| 115 | Женско становништво старосног доба од 15 година и више са пуним секундарном образовањем          | 9962     |
| 116 | Становништво старије од 18 година са постосновним образовањем                                    | 37132    |
| 117 | Мушко становништво старије од 18 година са постосновним образовањем                              | 17297    |
| 118 | Женско становништво старије од 18 година са постосновним образовањем                             | 19835    |
| 119 | Просечна оцена школовања                                                                         | 9.55     |
| 120 | Просечан ниво образовања мушке популације                                                        | 9.7      |
| 121 | Просечан ниво образовања женског становништва                                                    | 9.41     |
| 122 | Економски активно становништво                                                                   | 50581    |
| 123 | Економски активна мушка популација                                                               | 30858    |
| 124 | Економски активна женска популација                                                              | 19723    |
| 125 | Становништво које није економски активно                                                         | 43094    |
| 126 | Мушко становништво које није економски активно                                                   | 12909    |
| 127 | Женско становништво које није економски активно                                                  | 30185    |
| 128 | Запослено становништво                                                                           | 48165    |
| 129 | Запослено мушко становништво                                                                     | 29031    |
| 130 | Запослено женско становништво                                                                    | 19134    |
| 131 | Незапослена популација                                                                           | 2416     |
| 132 | Незапослена мушка популација                                                                     | 1827     |
| 133 | Незапослена женска популација                                                                    | 589      |
| 134 | Становништво без права на здравствене услуге                                                     | 28241    |
| 135 | Становништво које има право на здравствене услуге                                                | 91540    |
| 136 | Становништво које има право на ИМСС                                                              | 56465    |
| 137 | Становништво које има право на социјално осигурање                                               | 12686    |
| 138 | Становништво које има право на државно социјално осигурање                                       | 107      |
| 139 | Становништво које има право на опште осигурање или здравствено осигурање за нову генерацију      | 21078    |
| 140 | Становништво које је било једном или није било у браку током 12 година и више                    | 33479    |
| 141 | Венчано или уједињено становништво од 12 година и више                                           | 50692    |
| 142 | Становништво које је било у браку или уједињено 12 година и више                                 | 9666     |
| 143 | Становништво са католичком религијом                                                             | 102828   |
| 144 | Протестанти, еванђелисти и библијски следбеници различити од еванђелиста                         | 11567    |
| 145 | Становништво са другим религијама различитим од претходних                                       | 23       |
| 146 | Становништво без религије                                                                        | 4374     |
| 147 | Укупно пописаних домаћинства                                                                     | 32157    |
| 148 | Пописна домаћинства на челу са мушкарцима                                                        | 23013    |
| 149 | Пописна домаћинства на челу са женама                                                            | 9144     |
| 150 | Становништво у пописним домаћинствима                                                            | 119487   |
| 151 | Становништво у пописним домаћинствима на челу са мушкарцима                                      | 90083    |
| 152 | Становништво у пописним домаћинствима на челу са женама                                          | 29404    |
| 153 | Укупно домаћинстава                                                                              | 40658    |
| 154 | Укупно насељених домаћинстава                                                                    | 33727    |
| 155 | Укупно приватних кућа                                                                            | 39088    |
| 156 | Насељени приватни домови                                                                         | 32157    |
| 157 | Укупно насељених приватних кућа                                                                  | 33709    |
| 158 | Ненасељене приватне куће                                                                         | 5353     |
| 159 | Појединачна домаћинства за привремену употребу                                                   | 1578     |
| 160 | Становници у насељеним приватним кућама                                                          | 119487   |
| 161 | Насељеност станара у приватним становима                                                         | 3.72     |
| 162 | Просечно становника по соби у приватним насељеним домаћинствима                                  | 0.98     |
| 163 | Појединачна домаћинства са подовима од различитих материјала од земље                            | 30090    |
| 164 | Појединачна домаћинства у приземљу                                                               | 1850     |
| 165 | Појединачна домаћинства са једном спаваћом собом                                                 | 11174    |
| 166 | Појединачна домаћинства са две спаваће собе и више                                               | 20843    |
| 167 | Појединачна домаћинства са једним собом                                                          | 2026     |
| 168 | Појединачна домаћинства са две собе                                                              | 4705     |
| 169 | Појединачна домаћинства са 3 собе и више                                                         | 25253    |
| 170 | Појединачна домаћинства која имају електрично светло                                             | 31559    |
| 171 | Појединачна домаћинства која немају електрично светло                                            | 483      |
| 172 | Појединачна домаћинства која имају водоводну воду у стамбеном простору                           | 30832    |
| 173 | Појединачна домаћинства која немају водоводну воду у стамбеном простору                          | 1153     |
| 174 | Појединачна домаћинства која имају тоалет                                                        | 31313    |
| 175 | Појединачна домаћинства која имају канализацију                                                  | 30835    |
| 176 | Појединачна домаћинства која немају канализацију                                                 | 1122     |
| 177 | Појединачна домаћинства која имају електрично светло, довод воде из јавне мреже и канализацију   | 29884    |
| 178 | Појединачна домаћинства без икаквих услова                                                       | 280      |
| 179 | Појединачна домаћинства која имају радио                                                         | 25455    |
| 180 | Појединачна домаћинства која имају телевизор                                                     | 30586    |
| 181 | Појединачна домаћинства која имају фрижидер                                                      | 29328    |
| 182 | Појединачна домаћинства која имају машину за веш                                                 | 24184    |
| 183 | Појединачна домаћинства која имају аутомобил или комби                                           | 15109    |
| 184 | Појединачна домаћинства која имају рачунар                                                       | 9499     |
| 185 | Појединачна домаћинства која имају фиксну телефонску линију                                      | 12736    |
| 186 | Појединачна домаћинства која имају мобилни телефон                                               | 25627    |
| 187 | Појединачна домаћинства која имају приступ интернету                                             | 6576     |
| 188 | Величина локације                                                                                | 11       |